# Euonymus gibber
Euonymus gibber är en benvedsväxtart som beskrevs av Henry Fletcher Hance. Euonymus gibber ingår i släktet Euonymus och familjen Celastraceae. Inga underarter finns listade.